# Champvent
Champvent est une commune suisse du canton de Vaud, située dans le district du Jura-Nord vaudois.

## Toponyme
Le nom du village de Champvent apparaît dans les documents dès le XIe siècle sous les formes inter Chanvent et Mornens (1011) ; in terram de Chanuento (1050) ; Chanvent (1228). En dépit de diverses hypothèses avancées depuis le début du XXe siècle, le nom de Champvent, en l’état actuel de la recherche, ne peut être expliqué de manière satisfaisante. Il renvoie probablement à une origine prélatine, dont la signification et la forme sont inconnus.

## Armoiries
Palé d'argent et d'azur à trois feuilles de chêne de gueules brochant en pairle, les tiges en abîme.
En 1919, la commune reprend les armoiries de la famille de Grandson-Champvent, éteinte au XIVe siècle. En 2012, les trois communes de Champvent, Essert-sous-Champvent et Villars-sous-Champvent ont fusionné sous l'ancien nom de Champvent. Au lieu de la fasce de gueules d'origine, les nouvelles armoiries montrent trois feuilles de chêne de gueules, qui représentent les trois anciennes communes indépendantes.

## Population

### Gentilé et surnoms
Les habitants de la commune se nomment les Chanvannais ou les Chanvenais.
Ils sont surnommés les Crouille-Gens (d'après l'ancien dicton en patois vaudois « Tsanveint, Tsanveint, bouëna terra, croûïe dzein », soit « Champvent, Champvent, bonnes terres, crouilles gens ») et les Vauriens (lè Rufian).

## Histoire
Au Moyen Âge, Champvent faisait partie de la seigneurie de Grandson. Au XIIIe siècle, il en est détaché au profit d’un cadet de la famille de Grandson qui prend les noms de cette terre et y construit son château fort. Vers 1225 en effet, Henri, le deuxième fils du seigneur Ebal de Grandson, reçoit la seigneurie de Champvent, qui comprend alors les villages de Champvent, Mathod, Suscévaz, Essert et Villars-sous-Champvent, Orges, Vugelles-La Mothe, Vuiteboeuf, Sainte-Croix et Bullet. Henri de Champvent meurt en 1266 après avoir commencé la construction du château.
Après la disparition de la famille des seigneurs de Champvent, la seigneurie vint en 1336 à la Maison de Neuchâtel, en 1373 à Marguerite de Vufflens et après son mariage à la famille bourguignonne de Vergy. Parce que le seigneur du château avait des liens avec le duc Charles le Téméraire, les confédérés ont incendié le château en 1475. Après la conquête de Vaud par Berne en 1536, la seigneurie de Champvent appartenait au bailli d'Yverdon. De 1611 à 1731, la seigneurie appartenait à la Famille de Diesbach, dont il est venu à Johann Rudolf Tillier de la Famille von Tillier par mariage. En 1769, Louis-Rodolphe Doxat acquit le château. Il fut la propriété de la Famille Doxat jusqu'en 1929,. Aujourd'hui le château appartient à Madame Leister.

Panorama sur le château de Champvent.

Le 1er janvier 2012, les anciennes communes de Champvent, d'Essert-sous-Champvent et de Villars-sous-Champvent ont fusionné pour former la nouvelle commune de Champvent.

## Monuments
La commune compte deux monuments classés comme bien culturel d'importance nationale : le manoir de Saint-Christophe et le château.

Photo aérienne (1949).

## Varia
Le 9 juillet 1978, le chef de chœur et homme de Radio André Charlet créa à Champvent la première Schubertiade.

## Personnalités liées à la commune
- Philippe-Auguste Guye (1862-1922), chimiste et universitaire.